# Lijst van voetbalinterlands Jemen - Tadzjikistan
Deze lijst van voetbalinterlands is een overzicht van alle officiële voetbalinterlands tussen de nationale teams van Jemen en Tadzjikistan. De landen hebben tot nu toe vier keer tegen elkaar gespeeld. De eerste ontmoeting, een vriendschappelijke wedstrijd, werd gespeeld in Sanaa op 30 december 2009. Het laatste duel, een kwalificatiewedstrijd voor de Azië Cup 2019, vond plaats op 14 november 2017 in Hisor.

## Wedstrijden
| № | Plaats | Datum            | Competitie                 | Wedstrijd            | Uitslag |
| - | ------ | ---------------- | -------------------------- | -------------------- | ------- |
| 1 | Sanaa  | 30 december 2009 | Vriendschappelijk          | Jemen − Tadzjikistan | 2 − 1   |
| 2 | Sanaa  | 2 januari 2010   | Vriendschappelijk          | Jemen − Tadzjikistan | 0 − 1   |
| 3 | Doha   | 28 maart 2017    | Azië Cup 2019 kwalificatie | Jemen − Tadzjikistan | 2 − 1   |
| 4 | Hisor  | 14 november 2017 | Azië Cup 2019 kwalificatie | Tadzjikistan − Jemen | 0 − 0   |

## Samenvatting
| Competitie            | Totaal gespeeld | Winst Jemen | Gelijk | Winst Tadzjikistan | Doelsaldo Jemen – Tadzjikistan |
| --------------------- | --------------- | ----------- | ------ | ------------------ | ------------------------------ |
| Azië Cup-kwalificatie | 2               | 1           | 1      | 0                  | 2 − 1                          |
| Vriendschappelijk     | 2               | 1           | 0      | 1                  | 2 − 2                          |
| Totaal                | 4               | 2           | 1      | 1                  | 4 − 3                          |

YFA · A-internationals
1984 – 1989 · 
1990 – 1999 · 
2000 – 2009 · 
2010 – 2019 ·
2020 − 2029
Bahrein ·
Bangladesh ·
Bhutan ·
Brunei ·
Cambodja ·
China ·
Comoren ·
Djibouti ·
Egypte ·
Eritrea ·
Ethiopië ·
Filipijnen ·
Finland ·
Hongkong ·
India ·
Indonesië ·
Irak ·
Iran ·
Japan ·
Jordanië ·
Kenia ·
Kirgizië ·
Koeweit ·
Libanon ·
Libië ·
Malawi ·
Malediven ·
Maleisië ·
Marokko ·
Mauritanië ·
Mongolië ·
Nepal ·
Noord-Korea ·
Oeganda ·
Oezbekistan ·
Oman ·
Pakistan ·
Palestina ·
Qatar ·
Saoedi-Arabië ·
Singapore ·
Soedan ·
Sri Lanka ·
Syrië ·
Tadzjikistan ·
Tanzania ·
Thailand ·
Tsjaad ·
Turkmenistan ·
Verenigde Arabische Emiraten ·
Vietnam ·
Zambia ·
Zuid-Korea
TFF · A-internationals · Tadzjieks vrouwenelftal
1994 – 1999 ·
2000 – 2009 ·
2010 – 2019 ·
2020 − 2029
Afghanistan ·
Australië ·
Azerbeidzjan ·
Bahrein ·
Bangladesh ·
Bhutan ·
Brunei ·
Cambodja ·
China ·
Estland ·
Filipijnen ·
Guam ·
Hongkong ·
India ·
Irak ·
Iran ·
Japan ·
Jemen ·
Jordanië ·
Kazachstan ·
Kirgizië ·
Koeweit ·
Libanon ·
Macau ·
Malediven ·
Maleisië ·
Mongolië ·
Myanmar ·
Nepal ·
Noord-Korea ·
Oeganda ·
Oezbekistan ·
Oman ·
Pakistan ·
Palestina ·
Qatar ·
Rusland ·
Saoedi-Arabië ·
Singapore ·
Sri Lanka ·
Syrië ·
Thailand ·
Trinidad en Tobago ·
Turkmenistan ·
Verenigde Arabische Emiraten ·
Vietnam ·
Wit-Rusland ·
Zuid-Korea